# Sojuz T-15
Sojuz T-15  è la denominazione di una missione della navicella spaziale Sojuz T verso le stazioni spaziali sovietiche Saljut 7 (DOS 6) e Mir. Si trattò del cinquantaquattresimo volo equipaggiato di questo velivolo spaziale, del settantaseiesimo volo nell'ambito del programma Sojuz sovietico nonché del dodicesimo volo equipaggiato verso la Saljut 7 – il decimo che riuscì effettivamente ad agganciarsi ed a visitare la predetta stazione spaziale a causa degli insuccessi delle precedenti missioni Sojuz T-8 e Sojuz T-10-1. Si trattò dell'ultima visita di un equipaggio alla Saljut 7 e contemporaneamente della prima visita alla stazione spaziale Mir. Per questo motivo, per le missioni successive, venne iniziato con una nuova numerazione.

## Equipaggio
| Ruolo             | Equipaggio                               | Equipaggio                               |
| ----------------- | ---------------------------------------- | ---------------------------------------- |
| Comandante        | Leonid Kizim, Roscosmos Terzo volo       | Leonid Kizim, Roscosmos Terzo volo       |
| Ingegnere di volo | Vladimir Solovëv, Roscosmos Secondo volo | Vladimir Solovëv, Roscosmos Secondo volo |

### Equipaggio di riserva
| Ruolo             | Equipaggio                       | Equipaggio                       |
| ----------------- | -------------------------------- | -------------------------------- |
| Comandante        | Aleksandr Viktorenko, Roscosmos  | Aleksandr Viktorenko, Roscosmos  |
| Ingegnere di volo | Aleksandr Aleksandrov, Roscosmos | Aleksandr Aleksandrov, Roscosmos |

## Missione
Dopo che la precedente missione Sojuz T-14 fu interrotta anticipatamente sui piani di volo originari a novembre del 1985 a causa del pessimo stato di salute del comandante Vasjutin, i responsabili sovietici dovettero completamente riorganizzarsi.
In particolar modo, l'equipaggio della missione precedente non era stato in grado di eseguire alcuna delle attività extraveicolari programmate, che avevano lo scopo di facilitare la messa in funzione della nuova stazione spaziale Mir.
Venne così concepita una missione totalmente nuova: la prima che visitò due stazioni spaziali nell'orbita terrestre.
Il lancio avvenne il 13 marzo 1986 dal cosmodromo di Baikonur nell'allora RSS di Kazakistan. Dopo che Kizim e Solovëv si agganciarono alla Mir, formarono il primo di una lunga serie di equipaggi base ed ebbero l'onore di portare il numero identificativo di "Mir EO-1" (EO sono le iniziali russe per indicare equipaggio base).
Una volta saliti a bordo della nuova stazione spaziale, iniziarono immediatamente con la messa in funzione dei fondamentali sistemi e strumenti della stazione stessa. Inoltre dovettero provvedere alla sistemazione ed installazione di importanti attrezzature, le quali furono trasportati verso la Mir mediante le navicelle di trasporto prive di equipaggio Progress 25 e Progress 26. Terminati i lavori, si trasferirono per 50 giorni verso la stazione spaziale Saljut 7 (per la precisione dal 5 maggio al 26 giugno 1986), formando l'ultimo equipaggio che visitò questa stazione spaziale.
Si trattò del primo scambio eseguito da una stazione spaziale verso l'altra di tutta la storia dell'esplorazione umana dello spazio.
Durante il loro soggiorno a bordo della Saljut 7, i cosmonauti eseguirono due passeggiate spaziali (il 28 ed il 31 maggio) per effettuare diversi lavori di riparazione. Venne inoltre demontato un misuratore di impatti di micrometeore nonché un pezzo di un pannello solare, affinché queste due componenti potessero essere analizzate a terra.
In pratica, l'equipaggio di questa missione eseguì le attività previste per la missione precedente.
Dopo il ritorno dei due cosmonauti alla Mir, gli stessi provvedettero all'installazione di alcuni sistemi, tra cui la messa in funzione di strumentazione ed esperimenti a carattere scientifico prelevati dalla Saljut.
Uno di questi fu il cosiddetto esperimento "GEOEX 86". Questo prevedeva che determinati territori della Germania Est venissero contemporaneamente osservati, registrati fotograficamente ed analizzati da un aereo, un satellite artificiale e dalla Mir. Quest'attività congiunta diede importanti risultati per l'agricoltura, la geologia e la protezione dell'ambiente osservato.
Prima che i due cosmonauti lasciassero la Mir, attivarono il sistema di funzionamento della stazione spaziale completamente automatico. Spettava al prossimo equipaggio verificarne l'affidabilità.
Il 16 luglio 1986, dopo esattamente 125 giorni, 0 ore, 0 minuti e 56 secondi di missione e ben 1.980 orbite terrestri, la capsula atterrò a 55 chilometri a nord-est di Arqalyq nella steppa del Kazakistan.
Il successo della missione segnò la fine dell'era del programma spaziale Saljut ed il contemporaneo inizio dell'era della Mir. La Saljut 7 continuò ad orbitare intorno alla terra fino al 5 febbraio 1991, quando si spense man mano al suo rientro in atmosfera senza che un equipaggio fosse più ritornato a bordo.

## Ulteriori dati di volo
- Denominazione Astronomica Internazionale: 1986-22

I parametri sopra elencati indicato i dati pubblicati immediatamente dopo il termine della fase di lancio. Le continue variazioni ed i cambi di traiettoria d'orbita sono dovute alle manovre di aggancio. Pertanto eventuali altre indicazioni risultanti da fonti diverse sono probabili ed attendibili in considerazione di quanto descritto.